# شمس أباد يك (مقاطعة فهرج)
شمس أباد يك (بالإنجليزية: Shamsabad-e Yek)‏ هي مستوطنة تقع في ناحية نغين كوير في إيران.